# Under a Glass Moon
«Under A Glass Moon» es la sexta canción del álbum Images and Words, de la banda de Progressive metal, Dream Theater en 1992. 
El solo de guitarra de Under a Glass Moon está posicionado en el puesto #98 en la lista de los 100 mejores solos de guitarra.

## Diferentes versiones
- Una versión puede ser vista en el DVD Images and Words: Live in Tokyo.
- La canción aparece en el CD/DVD lanzado en el 2006, Score.
- En el bootleg oficial Tokyo, Japan 10/28/95 existe una versión.
- En otro bootleg oficial, New York City 3/4/93, se oye otra versión.
- En el bootleg oficial Santiago, Chile 12/6/5 existe una versión.